# Дональдс (Південна Кароліна)
Дональдс (англ. Donalds) — місто (англ. town) в США, в окрузі Аббвілл штату Південна Кароліна. Населення — 328 осіб (2020).

## Географія
Дональдс розташований за координатами 34°22′35″ пн. ш. 82°20′46″ зх. д. / 34.37639° пн. ш. 82.34611° зх. д. (34.376465, -82.346171).  За даними Бюро перепису населення США в 2010 році місто мало площу 2,17 км², з яких 2,15 км² — суходіл та 0,01 км² — водойми.

## Демографія
Згідно з переписом 2010 року, у місті мешкало 348 осіб у 135 домогосподарствах у складі 95 родин. Густота населення становила 160 осіб/км².  Було 156 помешкань (72/км²).
Расовий склад населення:
| - 82,2 % — білих - 13,8 % — чорних або афроамериканців - 0,6 % — азіатів - 1,7 % — осіб інших рас |

До двох чи більше рас належало 1,7 %. Частка іспаномовних становила 1,4 % від усіх жителів.
За віковим діапазоном населення розподілялося таким чином: 27,3 % — особи молодші 18 років, 57,2 % — особи у віці 18—64 років, 15,5 % — особи у віці 65 років та старші. Медіана віку мешканця становила 38,1 року. На 100 осіб жіночої статі у місті припадало 87,1 чоловіків;  на 100 жінок у віці від 18 років та старших — 87,4 чоловіків також старших 18 років.
Середній дохід на одне домашнє господарство  становив 36 760 доларів США (медіана — 31 250), а середній дохід на одну сім'ю — 47 683 долари (медіана — 43 125). За межею бідності перебувало 28,7 % осіб, у тому числі 40,3 % дітей у віці до 18 років та 21,8 % осіб у віці 65 років та старших.
Цивільне працевлаштоване населення становило 92 особи. Основні галузі зайнятості: виробництво — 23,9 %, транспорт — 16,3 %, освіта, охорона здоров'я та соціальна допомога — 15,2 %.